# Begonia aliciae
Begonia aliciae là một loài thực vật có hoa trong họ Thu hải đường. Loài này được C.E.C.Fisch. mô tả khoa học đầu tiên năm 1939.